# Kasey Hill
Kasey Hill (Umatilla, 3 dicembre 1993) è un cestista statunitense.

## Palmarès
- McDonald's All-American Game (2013)